# レオ・シロタ
レオ・シロタ（Leo Sirota, 1885年5月4日 - 1965年2月25日）は、ウクライナ出身のユダヤ系ピアニストおよび音楽教師。本名はレイブ・グリゴローヴィチ・シロタ（Leib Grigorovich Sirota, Лео Григорьевич Сирота）。娘は舞台芸術ディレクターで元GHQ民政局局員のベアテ・シロタ・ゴードン。

## 略歴
レオ・シロタはロシア帝国のカームヤネツィ＝ポジーリシクィイ（現ウクライナ）で生まれ、5歳でピアノを始めた。11歳で既に年上の生徒にレッスンを与え、コンサートツアーを行っていた。キエフのキエフ音楽院でグリゴリー・ホドロフスキーに学び、後にペテルブルク音楽院でアレクサンドル・グラズノフに師事した。
1904年、ウィーンに留学し、フェルッチョ・ブゾーニに師事。ブゾーニの後援でウィーンでのデビューを果たし、モーツァルトの《2台ピアノのためのソナタ》（ブゾーニとの共演）やブゾーニの《ピアノ協奏曲》（作曲者指揮）、リストの《ドン・ジョヴァンニ幻想曲》を演奏し、ヨーロッパ中に名声を広げた。ベルリンでは、セルゲイ・クーセヴィツキーのオーケストラとヨーロッパツアーを行った。
1921年から1924年まで、リヴィウのカロル・シマノフスキ記念リヴィウ音楽院でマスタークラスを指導し、ウクライナのピアニストで指揮者、作曲家のアントン・ルドニツキー（1902年 - 1975年）を教えた。
指揮者ヤッシャ・ホーレンシュタインのコレペティトールを務めた縁で、その妹アウグスティナと結婚。彼女は上流階級のパーティーを主催する社交界の人物であり、シロタはウィーンの上流社会に迎えられた。1923年10月25日、ウィーンで娘ベアテが生まれた。
モスクワでのツアー中、満州政府から招待を受け、ハルビンで公演。山田耕筰の招きで1928年に初来日し、東京で演奏した。ベアテは「モスクワツアー後、父が1年不在だったため母は激怒し、家族全員を連れて行くよう要求した。翌年、日本でのツアーと帝国アカデミーでの6か月間の教授職の誘いを受けた」と語っている。
1929年、家族と共に日本に移住し、赤坂乃木神社近くの西洋風邸宅に住み、夏は軽井沢で過ごす豊かな生活を送った。当初6か月の予定だったが、17年間日本に滞在。1929年から1946年まで東京音楽学校（現東京芸術大学）のピアノ部門を指導し、1931年から正式にピアノ科主任を務めた。弟子には松谷穣、長谷川米子（酒井優子）、永井進、豊増昇、蔭山英子、藤田晴子、田中園子、アナトリー・ヴェデルニコフ、園田清秀、園田高弘、尾高尚忠、金沢益孝、東貞一らがいる。
第二次世界大戦中、娘ベアテがアメリカ合衆国で学んでいた時期、シロタと妻アウグスティナは他の在留欧米人と共に軽井沢（旧有島武郎別荘「浄月庵」）に強制疎開させられ、憲兵の監視、食糧不足、冬の寒さに苦しんだ。妻は栄養失調に陥った。1946年、夫妻はアメリカに移住し、シロタはセントルイスの音楽研究所で教鞭を執り、地元放送局の要望に応えて多数の音源を残した。

## 演奏
シロタのレパートリーは膨大で、モーツァルトの全作品、ベートーヴェンの全ソナタ、リスト、シューマンの主要作品、プロコフィエフ、ストラヴィンスキー、ブゾーニ、シェーンベルク、および同時代の作曲家の作品を網羅していた。ベヒシュタインやスタインウェイのピアノが主流の中、ヤマハのピアノを擁護した。演奏は輝く音色、素朴で潔癖な解釈、超絶技巧が特徴。モーリッツ・ローゼンタール版《子犬のワルツ》の連続3度パッセージでは、アルトゥール・ルービンシュタインを驚愕させたという。特殊なリマスターが必要だったため、録音の再評価は近年になって進んだ 。

## 家族
妻アウグスティナとの間に生まれた娘ベアテ・シロタ・ゴードンは、戦後GHQ民政局で日本国憲法の人権条項（特に女性の権利）の起草に貢献。彼女の功績は2005年の映画『ベアテの贈りもの』で描かれた。

## 記念
2008年5月25日、第7回キエフ国際ドキュメンタリー映画フェスティバル「キノリトピス」で、シロタの人生を追ったドキュメンタリー映画『レオ・シロタの家族と20世紀』（監督：藤原智人）が世界初公開された。